# Jon Ander Serantes
 (janvier 2025).
Jon Ander Serantes Simón, né le 24 octobre 1989 à Barakaldo (Espagne), est un footballeur espagnol. Il évolue au poste de gardien au CD Leganés .

## Biographie
Le 2 juillet 2015, il rejoint définitivement le CD Leganés, après y avoir joué une saison sous la forme de prêt.